# Hans Frischknecht
Pour les articles homonymes, voir Frischknecht.
Hans Frischknecht, né le 31 décembre 1922 et mort le 9 août 2003 à Herisau, est un coureur de fond suisse. Il a remporté onze titres nationaux en athlétisme.

## Biographie
Hans se révèle en 1947. Le 15 septembre, il remporte son premier titre de champion suisse de marathon à Winterthour alors que le triple champion et favori Kaspar Schiesser est victime de crampes d'estomac. En fin d'année, il remporte sa première victoire à la célèbre course militaire de Frauenfeld.
Le 2 mai 1948, il bat les records suisses du 20 000 mètres en 1 h 8 min 38 s 4 et de l'heure en 17 626,6 m. Il est sélectionné pour le marathon des Jeux olympiques d'été à Londres mais y abandonne.
Il s'illustre également sur piste. Le 23 juillet 1950 à Berne, il remporte le titre de champion suisse de 10 000 m en courant 32 min 12 s 4. Le 1er octobre, il décroche sa première de ses cinq victoires à la course Morat-Fribourg en conservant un rythme soutenu et en terminant avec près de 2 minutes d'avance sur Auguste Sutter. Une semaine plus tard, il améliore les records nationaux de l'heure en 17 860 m, du 20 000 mètres en 1 h 7 min 23 s 2 et du 25 000 mètres en 1 h 25 min 47 s 2.
Le 1er juillet 1951, il abaisse le record national du 10 000 m à 31 h 17 min 2 s lors des championnats régionaux de Suisse orientale. Le 7 octobre, il bat le record du parcours de Morat-Fribourg qu'il améliore à nouveau en 1955 et 1957.
Le 13 septembre 1953, il remporte son cinquième titre de champion suisse de marathon à Saint-Gall. Il remporte sa septième victoire d'affilée de la Frauenfelder Militärwettmarsch.
Le 30 octobre 1955, il améliore à nouveau les records suisses de l'heure en 18 809 m et des 20 km en 1 h 3 min 47 s 8. Il est élu sportif suisse de l'année 1955 pour ses nombreux succès et records en course militaire et en course de fond.

## Palmarès

### Route/cross
| Année | Compétition                       | Lieu        | Place | Épreuve          | Temps           |
| ----- | --------------------------------- | ----------- | ----- | ---------------- | --------------- |
| 1946  | Frauenfelder Militärwettmarsch    | Frauenfeld  | 3e    | Course militaire | 3 h 48 min 19 s |
| 1947  | Championnats suisses de marathon  | Winterthour | 1er   | Marathon         | 2 h 52 min 0 s  |
| 1947  | Course Morat-Fribourg             | Fribourg    | 2e    | Course populaire | 57 min 28 s     |
| 1947  | Altdorfer Waffenlauf              | Altdorf     | 1er   | Course militaire | 2 h 39 min 7 s  |
| 1947  | Marathon international de la Paix | Košice      | 6e    | Marathon         | 2 h 45 min 52 s |
| 1947  | Frauenfelder Militärwettmarsch    | Frauenfeld  | 1er   | Course militaire | 3 h 43 min 40 s |
| 1948  | Championnats suisses de cross     | Lugano      | 1er   | Cross-country    | 27 min 22 s     |
| 1948  | Championnats suisses de marathon  | Huttwil     | 1er   | Marathon         | 2 h 41 min 57 s |
| 1948  | Course Morat-Fribourg             | Fribourg    | 2e    | Course populaire | 57 min 30 s     |
| 1948  | Altdorfer Waffenlauf              | Altdorf     | 1er   | Course militaire | 2 h 35 min 14 s |
| 1948  | Frauenfelder Militärwettmarsch    | Frauenfeld  | 1er   | Course militaire | 3 h 38 min 18 s |
| 1949  | Championnats suisses de marathon  | Saint-Gall  | 1er   | Marathon         | 2 h 53 min 3 s  |
| 1949  | Course Morat-Fribourg             | Fribourg    | 2e    | Course populaire | 58 min 1 s      |
| 1949  | Altdorfer Waffenlauf              | Altdorf     | 1er   | Course militaire | 2 h 40 min 44 s |
| 1949  | Frauenfelder Militärwettmarsch    | Frauenfeld  | 1er   | Course militaire | 3 h 45 min 36 s |
| 1950  | Course Morat-Fribourg             | Fribourg    | 1er   | Course populaire | 56 min 53 s     |
| 1950  | Frauenfelder Militärwettmarsch    | Frauenfeld  | 1er   | Course militaire | 3 h 31 min 19 s |
| 1951  | Course Morat-Fribourg             | Fribourg    | 1er   | Course populaire | 54 min 37 s     |
| 1951  | Frauenfelder Militärwettmarsch    | Frauenfeld  | 1er   | Course militaire | 3 h 33 min 15 s |
| 1952  | Championnats suisses de marathon  | Pratteln    | 1er   | Marathon         | 2 h 38 min 48 s |
| 1952  | Course Morat-Fribourg             | Fribourg    | 2e    | Course populaire | 55 min 57 s     |
| 1952  | Altdorfer Waffenlauf              | Altdorf     | 1er   | Course militaire | 2 h 15 min 55 s |
| 1952  | Frauenfelder Militärwettmarsch    | Frauenfeld  | 1er   | Course militaire | 3 h 21 min 57 s |
| 1953  | Cross des nations                 | Vincennes   | 10e   | Cross-country    | 48 min 56 s     |
| 1953  | Championnats suisses de cross     | Zurich      | 1er   | Cross-country    | 42 min 52 s     |
| 1953  | Championnats suisses de marathon  | Saint-Gall  | 1er   | Marathon         | 2 h 31 min 14 s |
| 1953  | Course Morat-Fribourg             | Fribourg    | 2e    | Course populaire | 54 min 52 s     |
| 1953  | Altdorfer Waffenlauf              | Altdorf     | 1er   | Course militaire | 2 h 27 min 10 s |
| 1953  | Frauenfelder Militärwettmarsch    | Frauenfeld  | 1er   | Course militaire | 3 h 15 min 19 s |
| 1954  | Course Morat-Fribourg             | Fribourg    | 3e    | Course populaire | 56 min 28 s     |
| 1954  | Frauenfelder Militärwettmarsch    | Frauenfeld  | 2e    | Course militaire | 3 h 34 min 29 s |
| 1955  | Course Morat-Fribourg             | Fribourg    | 1er   | Course populaire | 53 min 54 s     |
| 1956  | Championnats suisses de cross     | Zurich      | 1er   | Cross-country    | 31 min 26 s     |
| 1956  | Course Morat-Fribourg             | Fribourg    | 1er   | Course populaire | 54 min 24 s     |
| 1957  | Course Morat-Fribourg             | Fribourg    | 1er   | Course populaire | 53 min 19 s     |

### Piste
| Année | Compétition                       | Lieu   | Place | Épreuve  | Temps         |
| ----- | --------------------------------- | ------ | ----- | -------- | ------------- |
| 1950  | Championnats suisses d'athlétisme | Berne  | 1er   | 10 000 m | 32 min 12 s 4 |
| 1951  | Championnats suisses d'athlétisme | Lugano | 1er   | 10 000 m | 32 min 40 s 7 |
| 1956  | Championnats suisses d'athlétisme | Bâle   | 1er   | 10 000 m | 30 min 40 s 8 |

## Records
| Épreuve       | Performance       | Date            | Lieu     |
| ------------- | ----------------- | --------------- | -------- |
| 5 000 mètres  | 14 min 51 s 6     | 4 août 1956     | Bâle     |
| 10 000 mètres | 30 min 40 s 8     | 5 août 1956     | Bâle     |
| 20 000 mètres | 1 h 3 min 47 s 8  | 30 octobre 1955 | Genève   |
| 25 000 mètres | 1 h 25 min 47 s 2 | 8 octobre 1950  | Zurich   |
| Heure         | 18 809,35 m       | 30 octobre 1955 | Genève   |
| Marathon      | 2 h 38 min 48 s   | 25 mai 1952     | Pratteln |